# 赫里霍里夫卡 (鲍里斯皮尔市镇)
50°25′54″N 31°9′0″E / 50.43167°N 31.15000°E
赫里霍里夫卡（烏克蘭語：Григорівка）是位於烏克蘭北部的村莊，由基辅州鲍里斯皮尔区的鲍里斯皮尔市镇負責管轄。該村始建於1926年，面積0.58平方公里，海拔高度102米，2001年人口81。